# Hòn La
Hòn La là một đảo nhỏ nằm gần bờ biển phía bắc tỉnh Quảng Bình, Việt Nam. Đảo thuộc địa giới hành chính xã Quảng Đông, huyện Quảng Trạch, cách Mũi Ông hơn 1 km về hướng đông – đông nam và cao 111 m so với mực nước biển. Đảo Hòn Cỏ nằm giữa Hòn La và Mũi Ông, phía tây nam hai đảo là Vũng Chùa.
Khu vực Hòn La – Hòn Cỏ hiện có khu bến cảng của cảng Hòn La được Bộ Giao thông vận tải quyết định lập vào năm 2008, hiện do Công ty Cảng Dịch vụ Dầu khí Tổng hợp Quảng Bình khai thác. Năm 2015, tỉnh Quảng Bình đưa vào sử dụng công trình đê biển dài 330 m nối liền Hòn La và Hòn Cỏ, là cơ sở để xây thêm cầu cảng cho tàu 50.000 tấn cập cảng Hòn La.